# Vjekoslav Marija Pini
Vjekoslav (Alojzije) Maria Pini (Šibenik, 1785. – ?, 1865.), šibenski svećenik i splitsko-makarski biskup. Služio je kao svećenik u Skradinu, a potom je bio predavač i upravitelj liceja u Zadru te dekan zadarskog metropolitanskog kaptola. Godine 1839. imenovan je za šibenskog biskupa, a 1844. za splitsko-makarskog biskupa.
| Titule u Katoličkoj Crkvi         | Titule u Katoličkoj Crkvi              | Titule u Katoličkoj Crkvi  |
| --------------------------------- | -------------------------------------- | -------------------------- |
| prethodnik Filip Dominik Borodini | šibenski biskup 1839. – 1844.          | nasljednik Ivan Berčić     |
| prethodnik Josip Godeassi         | splitsko-makarski biskup 1844. – 1865. | nasljednik Marko Kalogjera |